# SC 't Gooi
SC 't Gooi (Sport Club 't Gooi) is een sportvereniging uit Hilversum, Nederland die onder de oude naam HVV 't Gooi in de jaren vijftig en zestig betaald voetbal heeft gespeeld. De vereniging werd opgericht op 19 oktober 1905 onder de naam “Hilversumsche Football Club Rapiditas”. Later is de verenigingsnaam gewijzigd in “Hilversumse Voetbal Vereniging 't Gooi”, kortweg “H.V.V. 't Gooi”.
HVV 't Gooi ontwikkelde zich in de loop der jaren tot een omnisportvereniging. Door fusies met andere sportverenigingen werden een tennis-, handbal- en tafeltennisafdeling aan de club toegevoegd. Omdat de naam “HVV 't Gooi” de lading niet meer dekte, werd in 2001 besloten de verenigingsnaam te wijzigen in SC 't Gooi.

## Standaardelftal
Het standaardelftal speelt in het seizoen 2021/22 in de Derde klasse zaterdag van het KNVB-district West-I.
Tot en met het seizoen 2013/14 speelde het standaardelftal in de zondagafdeling van het amateurvoetbal. Sinds het seizoen 2015/16 komt het uit in de zaterdagafdeling. Het startte in de Vierde klasse (4E) op het laagste niveau in West-I.
Begin november 2017 zag de club zich genoodzaakt vanwege gebrek aan spelers het eerste team uit de competitie te halen. Voor het seizoen 2018/19 werd er weer een eerste team ingeschreven, waarbij veel oud spelers terugkwamen. Het team behaalde het klassekampioenschap.

### Competitieresultaten zaterdag 1997–2023
| 6 5A |

|  |

| 7 5? |

| 11 5A |

|  |

|  |

|  |

| 13 4E |

| 11 4E |

| 4 4F |

| xx 4E |

| 1 4F |

| 11* 3C |

| 14* 3C |

| 12 3C |

| 9 5B |

| - 5C |

| Derde klasse | Vierde klasse | Vijfde klasse |

### Competitieresultaten zondag 1914–2014
| 2 3F |

| 7 |

| 1 3H |

| 3 2D |

| 7 1B |

| 5 1B |

| 9 |

| 9 |

| 3 |

| 4 |

| 3 |

| 5 |

| 6 |

| 4 |

| 7 |

| 9 |

| 9 |

| 7 |

| 9 |

| 7 |

| 10 |

| 3 2B |

| 6 2A |

| 1 2B |

| 6 |

| 8 |

| 5 |

| 9 |

| 10 |

| 10 |

| 10 |

|  |

| 11 |

| 9 |

| 5 |

| 8 |

| 7 |

| 5 1B |

| 8 1A |

| 10 1B |

| 14 1B |

| 1 2A |

|  |

|  |

|  |

|  |

|  |

|  |

|  |

|  |

|  |

|  |

| 12 4G |

|  |

| 2 4G |

| 8 4F |

| 1 4G |

| 5 3C |

| 4 3C |

| 10 3C |

| 3 3D |

| 6 3D |

| 9 3C |

| 2 3D |

| 1 3D |

| 11 2B |

| 3 3D |

| 8 3D |

| 11 3D |

| 9 4G |

| 8 4G |

| 4 4G |

| 11 4G |

| 3 4G |

| 2 4G |

| 2 4G |

| 6 4G |

| 5 4G |

| 5 4G |

| 2 4G |

| 1 4F |

| 3 3D |

| 2 3C |

| 1 3C |

| 5 2B |

| 7 2B |

| 7 2B |

| 11 2B |

| 10 3D |

| 12 4H |

| 3 5G |

| 3 4F |

| 4 4F |

| 7 4F |

| 1 4F |

| 10 3D |

| 9 4G |

| 13 4E |

| 8 4F |

| 7 4G |

| 10 4G |

| Eerste klasse | Overgangsklasse | Tweede klasse | Derde klasse | Vierde klasse | Vijfde klasse | Noodcompetitie |

In elke staaf van de grafiek staat van boven naar beneden vermeld: 
- Eindnotering

Dit is de positie die de club heeft bereikt in de competitie, zonder eventuele beslissings-, play-off- of nacompetitiewedstrijden die nodig zijn geweest om bijvoorbeeld de kampioen van de competitie te bepalen.
Indien een * achter het getal staat is de notering een tussenstand en kan het zijn dat de notering niet overeenkomt met de uiteindelijke eindstand van de competitie.
Staat er een - dan is het seizoen nog bezig en is er geen definitieve uitslag bekend.
Staat er xx op de positie van de notering, dan heeft de club vroegtijdig de competitie verlaten. Dit kan onder andere komen door terugtrekking van het team, faillissement van de club of door een uitgedeelde straf van de KNVB. In veel gevallen staat elders in het artikel de reden vermeld.
Staat er een ? dan is het resultaat uit het verleden onbekend, en is alleen de competitie of het niveau bekend van dat seizoen.
In de seizoenen 2019/20 en 2020/21 werd wegens de coronacrisis het amateurvoetbal afgebroken. Daardoor kennen deze staven geen eindklassering (middels -- weergegeven).
- Competitieniveau en afdelingsletter of Officiële eindstand Eredivisie
  - Competitieniveau en afdelingsletter

Hierbij geeft het getal het niveau weer, dat ook terug te vinden is in de legenda. De letter is de afdelingsaanduiding en wordt gebruikt wanneer er meer afdelingen zijn op hetzelfde niveau. De afdelingsletter is altijd een hoofdletter en wordt meestal zonder nummer gebruikt.
Voorbeeld: 2F is niveau 2e klasse competitie F.
Het competitieniveau en nummer wordt niet vermeld wanneer er slechts één competitie van dit niveau was.
  - Officiële eindstand Eredivisie (getal staat tussen haakjes vermeld)

Sinds de introductie van play-offwedstrijden voor Europees voetbal na afloop van de reguliere competitie in 2005/06, is de KNVB verplicht een eindstand van de Eredivisie door te geven aan de UEFA aan de hand van deze play-offwedstrijden.
Bij deze eindstand staan clubs die zich hebben gekwalificeerd voor Europees voetbal hoger dan clubs die zich niet wisten te kwalificeren. Indien er geen verschil was tussen de eindnotering en de officiële eindstand, staat dit getal niet vermeld.

- Onderafdeling

Hier staat afgekort de naam van de onderafdeling indien de club in dat jaar in een onderafdeling uitkwam. Tevens staat deze afkorting in de legenda en wordt gelinkt naar het artikel over deze onderafdeling. Deze afkorting wordt alleen vermeld wanneer de club in het verleden in verschillende onderafdelingen heeft gespeeld. Deze vermelding is in de staaf altijd in kleine letters. Deze onderafdelingen zijn na het seizoen 1995/96 afgeschaft. Heeft de club in slechts één onderafdeling gespeeld, dan is dit alleen terug te vinden in de legenda.
Onder de staaf staat het jaartal vermeld waarin het seizoen is afgesloten. 15 verwijst naar het seizoen 2014/15 of eventueel het seizoen 1914/15.
Wanneer een staaf leeg is, zijn deze gegevens niet bekend. Het kan ook zijn dat de club dat seizoen niet heeft meegespeeld op het hogere amateurniveau, vroegtijdig de competitie heeft verlaten of uit de competitie is gezet.

In het seizoen 1944/45 was er wegens de Tweede Wereldoorlog geen regulier competitievoetbal.

## Vrouwen
Het eerste vrouwenvoetbalelftal speelt sinds het seizoen 2017/18 in de landelijke Eerste klasse zaterdag, eerder speelde het in het seizoen 2004/05 ook in deze klasse. In 2015/16-2016/17 kwam het twee seizoenen uit in de Tweedeklasse.

## Betaald voetbal
Toen in 1954 in Nederland het betaald voetbal werd geïntroduceerd, besloot 't Gooi een semi-professionele afdeling (H.V.V. 't Gooi) in het leven te roepen. Samen met stadgenoot FC Hilversum werd 't Gooi ingedeeld in de Tweede Divisie. In het seizoen 1958/59 eindigde 't Gooi als eerste in de Tweede Divisie A en werd promotie naar de Eerste divisie afgedwongen. Toen in 1962 de Eerste Divisie werd ingekrompen, werd 't Gooi echter teruggezet naar de laagste professionele afdeling. Intussen waren fusiebesprekingen met FC Hilversum op gang gekomen. Deze besprekingen mislukten, waarop het bestuur van 't Gooi besloot de professionele tak af te stoten. De club keerde vrijwillig terug naar de amateurs, terwijl de profs verder gingen als SC Gooiland. De belangrijkste sponsor van SC Gooiland was de toentertijd zeer populaire zeezender Radio Veronica.
SC Gooiland haalde in de seizoenen 1967/68 en 1968/69 een zevende plaats in de Tweede Divisie. In 1971 eindigde men zelfs op de zesde plaats. Ondanks deze redelijke resultaten verdween de club in 1971 uit het betaald voetbal, toen de KNVB besloot de Tweede Divisie op te doeken.

### Competitieresultaten 1956–1971
| 11 B |

| 6 B |

| 6 A |

| 1 A |

| 14 A |

| 9 B |

| 14 A |

| 8 B |

| 11 A |

| 14 B |

| 13 A |

| 16 |

| 7 |

| 7 |

| 12 |

| 6 |

| Eerste divisie | Tweede divisie | Eerste klasse (profniveau) |

| 1955 - 1965: HVV 't Gooi 1965 - 1971: SC Gooiland |

### Seizoensoverzichten
| Resultaten van 't Gooi sinds de toetreding in het betaald voetbal in 1955 | Resultaten van 't Gooi sinds de toetreding in het betaald voetbal in 1955 | Resultaten van 't Gooi sinds de toetreding in het betaald voetbal in 1955 | Resultaten van 't Gooi sinds de toetreding in het betaald voetbal in 1955 | Resultaten van 't Gooi sinds de toetreding in het betaald voetbal in 1955 | Resultaten van 't Gooi sinds de toetreding in het betaald voetbal in 1955 | Resultaten van 't Gooi sinds de toetreding in het betaald voetbal in 1955 | Resultaten van 't Gooi sinds de toetreding in het betaald voetbal in 1955 | Resultaten van 't Gooi sinds de toetreding in het betaald voetbal in 1955 | Resultaten van 't Gooi sinds de toetreding in het betaald voetbal in 1955 | Resultaten van 't Gooi sinds de toetreding in het betaald voetbal in 1955 | Resultaten van 't Gooi sinds de toetreding in het betaald voetbal in 1955 | Resultaten van 't Gooi sinds de toetreding in het betaald voetbal in 1955                                                              |
| Seizoen                                                                   | Competitie                                                                | Competitie                                                                | Competitie                                                                | Competitie                                                                | Competitie                                                                | Competitie                                                                | Competitie                                                                | Competitie                                                                | Competitie                                                                | Kwalificatie                                                              | KNVB beker                                                                | Bijzonderheid |
| Seizoen                                                                   | Divisie                                                                   | GW                                                                        | W                                                                         | G                                                                         | V                                                                         | DV                                                                        | DT                                                                        | PNT                                                                       | POS                                                                       | Kwalificatie                                                              | KNVB beker                                                                | Bijzonderheid |
| ------------------------------------------------------------------------- | ------------------------------------------------------------------------- | ------------------------------------------------------------------------- | ------------------------------------------------------------------------- | ------------------------------------------------------------------------- | ------------------------------------------------------------------------- | ------------------------------------------------------------------------- | ------------------------------------------------------------------------- | ------------------------------------------------------------------------- | ------------------------------------------------------------------------- | ------------------------------------------------------------------------- | ------------------------------------------------------------------------- | --- |
| 1955/56                                                                   | Eerste klasse B                                                           | 26                                                                        | 6                                                                         | 6                                                                         | 14                                                                        | 30                                                                        | 54                                                                        | 18                                                                        | 11e                                                                       | Tweede divisie                                                            | Geen bekertoernooi                                                        | 't Gooi treedt toe tot het betaald voetbal                                                                                             |
| 1956/57                                                                   | Tweede divisie B                                                          | 28                                                                        | 10                                                                        | 11                                                                        | 7                                                                         | 63                                                                        | 49                                                                        | 31                                                                        | 6e                                                                        | –                                                                         | 4e ronde                                                                  | – |
| 1957/58                                                                   | Tweede divisie A                                                          | 26                                                                        | 11                                                                        | 8                                                                         | 7                                                                         | 62                                                                        | 40                                                                        | 30                                                                        | 6e                                                                        | –                                                                         | 4e ronde                                                                  | – |
| 1958/59                                                                   | Tweede divisie A                                                          | 28                                                                        | 19                                                                        | 3                                                                         | 6                                                                         | 84                                                                        | 37                                                                        | 41                                                                        | 1e                                                                        | Rechtstreekse promotie                                                    | 1e ronde                                                                  | – |
| 1959/60                                                                   | Eerste divisie A                                                          | 30                                                                        | 7                                                                         | 7                                                                         | 16                                                                        | 42                                                                        | 54                                                                        | 21                                                                        | 14e                                                                       | –                                                                         | Geen bekertoernooi                                                        | – |
| 1960/61                                                                   | Eerste divisie B                                                          | 34                                                                        | 13                                                                        | 7                                                                         | 14                                                                        | 51                                                                        | 72                                                                        | 33                                                                        | 9e                                                                        | –                                                                         | Groepsfase                                                                | – |
| 1961/62                                                                   | Eerste divisie A                                                          | 34                                                                        | 11                                                                        | 8                                                                         | 15                                                                        | 55                                                                        | 63                                                                        | 30                                                                        | 14e                                                                       | Rechtstreekse degradatie                                                  | Kwartfinale                                                               | – |
| 1962/63                                                                   | Tweede divisie B                                                          | 32                                                                        | 14                                                                        | 5                                                                         | 13                                                                        | 60                                                                        | 42                                                                        | 33                                                                        | 8e                                                                        | –                                                                         | 2e ronde                                                                  | – |
| 1963/64                                                                   | Tweede divisie A                                                          | 30                                                                        | 9                                                                         | 8                                                                         | 13                                                                        | 40                                                                        | 59                                                                        | 26                                                                        | 11e                                                                       | –                                                                         | 1e ronde                                                                  | – |
| 1964/65                                                                   | Tweede divisie B                                                          | 28                                                                        | 4                                                                         | 5                                                                         | 19                                                                        | 26                                                                        | 51                                                                        | 13                                                                        | 14e                                                                       | Nacompetitie                                                              | 1e ronde                                                                  | Degradatiewedstrijd tegen T.S.V. LONGA (1–1). LONGA stapt vrijwillig uit het betaald voetbal 't Gooi verandert zijn naam naar Gooiland |
| 1965/66                                                                   | Tweede divisie A                                                          | 28                                                                        | 3                                                                         | 12                                                                        | 13                                                                        | 34                                                                        | 54                                                                        | 18                                                                        | 13e                                                                       | –                                                                         | Groepsfase                                                                | – |
| 1966/67                                                                   | Tweede divisie                                                            | 44                                                                        | 10                                                                        | 18                                                                        | 16                                                                        | 42                                                                        | 50                                                                        | 38                                                                        | 16e                                                                       | –                                                                         | Geen deelname                                                             | – |
| 1967/68                                                                   | Tweede divisie                                                            | 38                                                                        | 13                                                                        | 16                                                                        | 9                                                                         | 52                                                                        | 47                                                                        | 42                                                                        | 7e                                                                        | –                                                                         | Groepsfase                                                                | – |
| 1968/69                                                                   | Tweede divisie                                                            | 34                                                                        | 12                                                                        | 12                                                                        | 10                                                                        | 43                                                                        | 45                                                                        | 36                                                                        | 7e                                                                        | –                                                                         | 1e ronde                                                                  | – |
| 1969/70                                                                   | Tweede divisie                                                            | 32                                                                        | 7                                                                         | 12                                                                        | 13                                                                        | 37                                                                        | 52                                                                        | 26                                                                        | 12e                                                                       | –                                                                         | 1e ronde                                                                  | – |
| 1970/71                                                                   | Tweede divisie                                                            | 32                                                                        | 11                                                                        | 11                                                                        | 10                                                                        | 41                                                                        | 43                                                                        | 33                                                                        | 6e                                                                        | –                                                                         | 1e ronde                                                                  | Gooiland keert noodgedwongen terug naar de amateurs                                                                                    |

### Topscorers
- 1955/56:  Ab Hooyer (8)
- 1956/57:  Cees Houtveen (17)
- 1957/58:  Henk de Zoete (15)
- 1958/59:  Piet Burgers (30)
- 1959/60:  Theo Buenen (9)
- 1960/61:  Teus van Rheenen (16)
- 1961/62:  Jan van Berkel (16)
- 1962/63:  Jan van Berkel (20)
- 1963/64:  Jan van Berkel (14)
- 1964/65:  Jan de Jongh (7)
- 1965/66:  Jan van Berkel (8)
- 1966/67:  Paul Kramer (8)
0000000  Peter Voogt (8)
- 1967/68:  Huub Lenz (18)
- 1968/69:  Sveto Stanišić (11)
- 1969/70:  Gerard Hogenbirk (13)
- 1970/71:  Michel Struik (15)

### Trainers
- 1922:  Bill Julian
- 1923:  Ferenc György
- 1924:  Charlie Rance
- 1926:  Ted Magner
- 1927–1929:  Bob Jefferson
- 1929–1931:  Franssen & Evert Sterk
- 1931–1936:  Victor Löwenfeldt
- 1939–1940:  Bill Yates
- 1946–1947:  Evert Sterk
- 1947–1948:  Tom Bradshaw
- 1948–1949:  Harry Tedder
- 1949–1955:  Bob Janse
- 1955–1956:  Evert Sterk
- 1956–1960:  Joop de Busser
- 1960–1964:  Ron Dellow
- 1964–1965:  Piet Kluit
- 1965–1966:  Evert Mur
- 1966–1968:  Ko Stijger
- 1968–1969:  Jany van der Veen
- 1969–1971:  Ron Dellow
- 1971:  Pim van de Meent

VV Altius · BZC '13 · SC 't Gooi · FC Hilversum · SV Olympia '25 · OSO · HC & FC Victoria · HSV Wasmeer

Voormalig: HFC Bloemenkwartier 1921 · HVV de Zebra's